# 潤滑添加劑

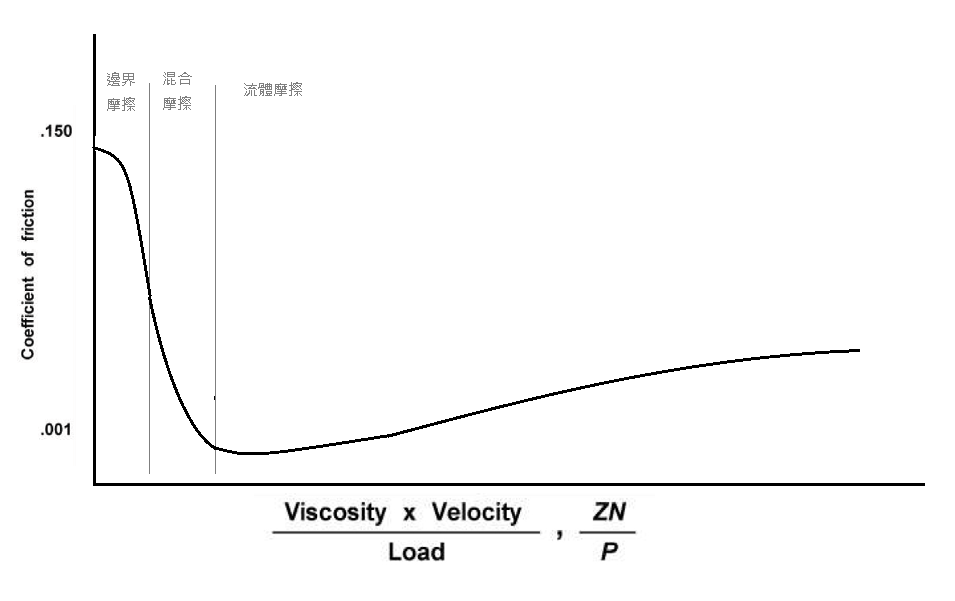
Stribeck曲線

潤滑添加劑（Lubricant Additives）是潤滑劑中的成份，一般工業用潤滑油、潤滑脂、潤滑膏或潤滑蠟中都含有各種不同成份的潤滑添加劑，有些添加劑的功用是改善潤滑產品本身的物性或潤滑性能，用來改善潤滑性能的添加劑又稱潤滑性添加劑（Lubricity Additive），很多添加劑是多重功能的。
潤滑添加劑是工業、車輛用潤滑劑的技術核心，不同添加劑不僅功能不同，彼此間也可能有效能加成（synergistic）或互抗（antagnostic）的效應，不同添加劑在不同基礎油中的溶解能力也不同，因此工業用特殊用途潤滑劑的技術核心就是添加劑組合（package）。許多潤滑劑製造商採用添加劑製造商所開發的標準添加劑組合，或向潤滑油大廠牌購買添加劑組合而自行混和調配出潤滑油脂成品。

## 潤滑性添加劑
潤滑性添加劑是為了改善潤滑劑在邊界摩擦（Boundary Friction）~混和摩擦（Mixed Friction）時的潤滑能力而加入工業用潤滑劑的（參考Stribeck曲線圖）。在邊界摩擦與混和摩擦狀態，由於油膜未能完全隔離兩摩擦面，而有相當程度的固體直接接觸，需要透過化學或物理方式保護摩擦面以降低磨損程度。
潤滑性添加劑主要區分為減低摩擦力，以及磨耗控制兩類。前者包括減摩劑、固體潤滑劑等，後者包括抗磨劑、極壓劑等。

### 減摩劑（FM）
減摩劑（FM, Friction Modifier）是一個有歧義的名詞，廣義而言任何可以降低摩擦係數的潤滑性添加劑都是減摩劑，狹義而言減摩劑指的是油性添加劑（Oiliness Additive），固體潤滑劑（Solid Lubricants）也屬於減摩劑的一種，但油性添加劑與固體潤滑劑針對的摩擦狀況相當不同，因此分別描述。
油性添加劑類型的減摩劑（以下簡稱減摩劑）作用於接近流體摩擦（Fluid Friction）域的混和摩擦域，在減摩劑適當作用的情形下，摩擦係數一般在0.06~0.08間，僅次於油膜完全形成時的流體摩擦（Fluid Friction）狀態。商業販售的潤滑劑產品一般並不會指明是否含有減摩劑。
減摩劑有四種作用機制類型：
1. 反應型：在摩擦熱作用下與金屬表面化合成一層低阻力薄膜，類似金屬皂分子
2. 吸收型：一端有強極性的直鏈有機分子，極性端吸附於金屬表面形成一層絨毛狀的低阻潤滑膜
3. 高分子聚合反應型：在摩擦熱作用下，在摩擦點的金屬表面聚合成高分子聚合物薄膜（In-Situ Formation of Polymer）
4. 機械型：這類減摩劑本身即是高分子聚合物，附著在摩擦點表面充當緩衝、減摩作用之薄膜。

潤滑脂的皂基增稠劑也可以被視為減摩劑的一種。除了需要化學反應的型式之外，減摩劑可以潤滑金屬間，也可以潤滑金屬—橡塑膠、橡塑膠間的摩擦。

### 固體潤滑劑
固體潤滑劑（Solid Lubricant）雖然也屬於減摩劑的範圍，但僅適用於邊界摩擦域。在接近流體摩擦的混合摩擦域，固體潤滑劑妨礙油膜的連續性，且阻力高於液態油膜。
商業販售的潤滑劑產品若含有固體潤滑劑一般會特別標明。
固體潤滑劑區分為兩大類別：
1. 有機金屬化物（Metallo-organic compounds）：與反應型減摩劑、抗磨劑、極壓劑類似，此類固體潤滑劑會在重度摩擦的高熱作用下與金屬表面反應、化合成較低表面硬度與摩擦係數的薄膜。例如有機鉬（MoDTC – Molybdenum DiThioCarbamate，二硫代氨基甲酸鉬）、油酸銅（Copper Oleate）等。另一種有機金屬化物則是金屬皂，例如硬脂酸鋁/鋅/鋰/鈉等，在沒有飽和吸油的狀態下金屬皂可視為固體潤滑劑，輕金屬鍛造業常使用金屬皂作為成形潤滑劑。
2. 機械型[7]：以本身的體積介於摩擦面間、防止粗糙尖點互相直接接觸。有聚合物型以及六方晶型兩類，前者主要為聚四氟乙烯（PTFE），後者常見的有二硫化鉬、石墨、雲母、二硫化鎢與六方晶氮化硼等等。六方晶型固體潤滑劑有很高的正向力承受性能，但受剪切應力時可透過晶格層間的位移來減低摩擦阻力。

蠟與金屬皂有類似的潤滑特性，因此也可被視為固體潤滑劑的一種。
石墨、氮化硼適合高溫高壓以及有溼氣的應用條件，二硫化鉬適合一般邊界摩擦域（但須避免用於高溼度場合）。聚四氟乙烯因本身的柔軟性而使摩擦面有非常低的摩擦係數，適用範圍非常廣泛。
所有的固體潤滑劑中，只有聚四氟乙烯可以潤滑金屬—橡塑膠，以及橡塑膠間的摩擦。

#### 乾式潤滑
乾式潤滑的形式有潤滑蠟、固體潤滑劑粉末、固化潤滑膜（Bonded Films, Bonded Coating）等三類。
乾式潤滑都是利用固體潤滑劑來減低或阻尼（平滑化）摩擦阻力。粉末型可利用懸浮液或潤滑膏，將固體潤滑劑均勻塗佈於摩擦表面上，以自然風乾或高溫加熱將液態成份蒸發後，即在摩擦面留下一層固體潤滑劑粉末。乾粉末也可以直接用氣槍噴灑上機件/工件。
固化潤滑膜是以接著劑（有機塑膠或 無機鹽類）將固體潤滑劑粉末固定在摩擦面上，適合輕負荷、短行程、低速摩擦，或作為磨合期潤滑輔助之用。
潤滑油或潤滑脂中添加大量的固體潤滑劑即形成潤滑膏（Lubricating Paste），專門用來潤滑極低速、高面壓、幾乎無運動或極高溫的機件，例如緊固件、裝配面等等。在高溫下液態份揮發，剩下固體潤滑劑，即相當於粉末形潤滑。許多潤滑油脂宣稱的使用溫度甚至高於其基礎油的裂解溫度，若非僅供有中央潤滑系統的機械使用，就代表該油脂內含固體潤滑劑，在液態成份揮發殆盡後利用固體潤滑劑提供潤滑能力。

### 極壓添加劑（EP）[10][11]
極壓添加劑（EP, Extreme Pressure）作用於邊界摩擦域~混合摩擦域間，主要功用是在油膜完全/幾近破裂時，抑制所有磨耗中最嚴重的熔執（Scuffing, Scoring,曳行，擦損）現象。
熔執現象是兩摩擦面的微觀突起（peak, asperity）碰撞、發生局部閃點高溫而互焊融接、繼而因剪應力而撕裂分離，造成大面積、深度的表面破壞。極壓劑在閃點溫度作用下（500°C以上），與金屬表面快速反應，生成較低摩擦係數、較低抗剪強度的保護膜（如硫化鐵），互相接觸的微觀突起撕裂分離時，保護膜與部份突起的金屬被剝離，進而使突起的高度降低、減低整體粗糙度、增加有效接觸面積。因此在使用含極壓劑的潤滑劑一段時間之後，高負荷的摩擦面應會變得比較光滑。
由於極壓添加劑是因為高溫而與金屬起反應，壓力並不是直接因素，因此也有人稱之為極溫添加劑（Extreme Temperature），也稱之為抗熔執添加劑（Anti-Scuffing）
極壓劑與抗磨劑並沒有絕對的分別，很多抗磨劑都具備一定程度的極壓劑特性，反之亦然，事實上任一種抗磨/極壓添加劑是被認定為極壓或抗磨劑，根據的是個別廠商的主觀認知。參考下圖，含極壓劑的基礎油一般而言在較輕度的摩擦工況下的摩耗量高於含抗磨劑者，但在重度磨擦工況下抗磨劑無法防止摩擦面咬死、而極壓劑可藉由加速摩耗量來防止咬死。
常見的極壓劑為硫化烯烴、直烷/環烷磷酸鹽、胺基鹽等。硫化物與氯化物的極壓效果最佳，但由於環保因素氯化物已退出市場。
極壓添加劑僅對金屬間的重度摩擦有效。由於極壓劑有可能腐蝕銅合金（蝸齒減速機中常用銅製作蝸輪）、對潤滑劑的抗氧化性能有負面影響，因此極壓劑並非廣泛被使用於工業潤滑劑中。

### 抗磨添加劑（AW）[10][11]
抗磨添加劑（Anti-Wear, AW）作用於混合摩擦域，主要目的為抑制較輕微的正常磨耗。
抗磨劑依其化學成份不同，作用機制亦大不相同。共通的特性是在一般摩擦的溫度下即開始反應形成保護膜覆蓋大部份的表面，而非僅形成於有實際接觸的突起點附近。
最常見的抗磨劑是ZDDP（二烷基二硫代磷酸鋅, Zinc DialkylDithioPhosphate）。原本開發作為抗氧化劑與防蝕劑，但被發現有非常優良的抗磨耗性能與一定程度的抗極壓性能，因此廣泛使用於各種工業潤滑劑之中。
抗磨劑與極壓劑同樣僅對金屬間摩擦有潤滑作用。兩者的主要目的都是磨耗控制，相較於減摩劑與固體潤滑劑，覆蓋抗磨劑與極壓劑保護膜的金屬表面摩擦係數較高。
由於抗磨劑與極壓劑需與金屬表面進行化學反應，因此對於不鏽鋼等合金鋼，因含低反應活性的鉻，抗磨劑與極壓劑的效果明顯較差。
商業販售的潤滑劑不一定會特別註明是否含有抗磨劑、極壓劑，但含有專用極壓劑的產品一般會在產品敘述中以「抗壓性能優異」之類的詞彙加以暗示。
上圖顯示各種潤滑添加劑在抗摩耗上的作用（僅為概念示意）
上圖顯示各種潤滑添加劑在減低摩擦係數上的作用（僅為概念示意）

## 物性添加劑
除了潤滑性添加劑外，有很多種添加劑是為了改善潤滑油、脂的物性以適應特殊工況。例如：
抗氧化劑、清淨劑、分散劑，是機油添加劑配方中最大宗的，合稱穩定劑（Stabilizer）或油泥控制劑（Deposit Control Agent）。
1. 抗氧化劑（Anti-Oxidants, AO）[15]：氧化活性高於基礎油，藉此延後基礎油分子開始氧化的時間、延長潤滑劑的使用壽命，常見的抗氧化劑有維生素E、多種硫/磷化物、多種胺基/苯基化物等等，事實上很多抗磨劑、有機金屬化物型固體潤滑劑，都具有抗氧化劑的功能
2. 清淨劑（Detergents）、分散劑（Dispersants）[16]：清淨劑多由金屬皂化物（鎂、鈣的皂化物或磺酸鹽）製成，作用為分解基礎油的氧化/裂化油泥，以及中和酸性，清淨劑本身的皂分子較輕，難以攜帶油泥懸浮於油體中；分散劑是高分子有機化合物，可幫助清淨劑將分解的油泥懸浮於油體中以便濾除，並避免其沈積於機件上造成不均勻的阻力與潤滑不足導致的磨損。
3. 抗蝕劑（Corrosion Inhibitor, CI）與防鏽劑（Rust Preventative, RP）[17]：大部份的潤滑基礎油都是酸性的，而在氧化或裂解後酸性更是隨之增加，為了保護摩擦面不受侵蝕，多數潤滑劑都須添加抗蝕防鏽劑。除了專用抗蝕劑外，由於抗磨劑本質就是在金屬表面沈積保護膜，因此大多數抗磨劑均有一定程度的抗蝕防鏽功能。
4. 黏度調整劑（Viscosity Modifier, VM）[18]：多數是聚烯烴的長鏈分子，實際上就是黏度指數提昇劑（VII, Viscosity Index Improver），最常見的是聚異丙烯（PolyIsoButylene, PIB）與烯烴共聚物（Olefin Copolymer, OCP）。添加了黏度調整劑的潤滑油，稱為被增稠（thickened, tacified）潤滑油，與潤滑脂一樣是非牛頓流體。現今的多級機油幾乎全都透過黏度調整劑來達到高黏度指數。
5. 傾點降低劑（Pour Point Depressant）[19]：傾點是液態潤滑油的近似凝結溫度。傾點降低劑可將潤滑油的傾點降低，以利低溫應用。傾點降低劑與黏度調整劑經常可以是同一種化學品。
6. 黏附劑（Tackifier）[20]：黏附劑使潤滑油、脂產生纖維，促進潤滑劑對固體表面的黏附性能，抑制滴落與爬行流失現象。PIB也有黏附劑的作用。
7. 橡膠膨脹劑（Seal Swell）[21]：橡膠密封件在低溫收縮時會喪失彈性與密封性能，因此一般潤滑油會含有橡膠膨脹劑以幫助密封件在低溫時維持密封性能。舊式礦物油所含有的芳香烴是很好的膨脹劑，但石蠟烴礦物油與合成烴油就需要另外添加膨脹劑，常用的橡膠膨脹劑是二元酸有機酯。
8. 消泡劑（Anti-Foam）：齒輪箱、液壓缸內的潤滑油長時間受到大量攪動，需要消泡劑以防油體內的氣泡大量增生，造成壓力遽增、潤滑性喪失等後果，消泡劑一般是以低表面張力的矽油製成，可防止氣泡的形成與擴大。
9. 乳化劑（Emulsifier）：某些潤滑應用需要潤滑油可以溶入水中被洗去，例如圓筒針織機（Circular Knitting Machine）所使用的針油，易沾附於織物纖維上，在染整過程中必須先將針油洗去，因此所使用的針油必須添加乳化劑以便清洗。壬基酚聚乙氧基醇類（nonylphenol polyethoxylates, NPE or NPEO）是一種常用作針油乳化劑（也常見於洗衣劑中）的非離子界面活性劑，但由於具有雌激素之環境荷爾蒙毒性，現在多數國家均已禁用。

## 註腳
1. ↑  Dick Kenbeck and Thomas F. Bunemann, Lubricant Additives – Chemistry and Applications, Section 7.3, ISBN 978-1-4200-5964-9
2. ↑   Dick Kenbeck and Thomas F. Bunemann, Lubricant Additives – Chemistry and Applications, P.208, ISBN 0-8247-0857-1
3. ↑   Dick Kenbeck and Thomas F. Bunemann, Lubricant Additives – Chemistry and Applications, Section 7.4, ISBN 978-1-4200-5964-9
4. ↑   Dick Kenbeck and Thomas F. Bunemann, Lubricant Additives – Chemistry and Applications, Section 4.1, ISBN 0-8247-0857-1
5. ↑  J. Crawford, A. Psaila, and S.T. Orszulik, Chemstry and Technology of Lubricants, Chapter 6, ISBN 978-1-4020-8661-8
6. ↑   Dick Kenbeck and Thomas F. Bunemann, Lubricant Additives – Chemistry and Applications, Chapter 5, ISBN 0-8247-0857-1
7. ↑   Dick Kenbeck and Thomas F. Bunemann, Lubricant Additives – Chemistry and Applications, 2nd Edition, Section 6.2, ISBN 978-1-4200-5964-9
8. ↑  Gino Mariani, Lubricant Additives – Chemistry and Applications, 2nd Edition, Section 6.3, ISBN 978-1-4200-5964-9
9. ↑  Klüber - Bonded Coatings...for all metal surfaces, 9.22e 02.05 Edition, Klüber Lubrication München KG （页面存档备份，存于）
10. 1 2   LIEHPAO OSCAR FARNG, Lubricant Additives – Chemistry and Applications, Chapter 8, ISBN 0-8247-0857-1
11. 1 2  W. DAVID PHILLIPS, Lubricant Additives – Chemistry and Applications, Chapter 3, ISBN 0-8247-0857-1
12. ↑  W. DAVID PHILLIPS, Lubricant Additives – Chemistry and Applications, P.61, ISBN 0-8247-0857-1
13. ↑   LIEHPAO OSCAR FARNG, Lubricant Additives – Chemistry and Applications, P.224, ISBN 0-8247-0857-1
14. ↑  C.H. Bovington, Chemstry and Technology of Lubricants, 3rd Edition, Section 3.4.3, ISBN 978-1-4020-8661-8
15. ↑  Jun Dong and Cyril A. Migdal, Lubricant Additives – Chemistry and Applications, 2nd Edition, Chapter 1, ISBN 978-1-4200-5964-9
16. ↑  Syed Q. A. Rizvi, Lubricant Additives – Chemistry and Applications, 2nd Edition, Chapter 4~5, ISBN 978-1-4200-5964-9
17. ↑  Michael T. Costello, Lubricant Additives – Chemistry and Applications, 2nd Edition, Chapter 17, ISBN 978-1-4200-5964-9
18. ↑   Michael J. Covitch, Lubricant Additives – Chemistry and Applications, 2nd Edition, Chapter 10, ISBN 978-1-4200-5964-9
19. ↑  Joan Souchik, Lubricant Additives – Chemistry and Applications, 2nd Edition, Chapter 12, ISBN 978-1-4200-5964-9
20. ↑  Victor J. Levin, Robert J. Stepan, and Arkady I. Leonov, Lubricant Additives – Chemistry and Applications, 2nd Edition, Chapter 13, ISBN 978-1-4200-5964-9
21. ↑  Ronald E. Zielinski and Christa M. A. Chilson, Chapter 14, Lubricant Additives – Chemistry and Applications, 2nd Edition, Chapter 13, ISBN 978-1-4200-5964-9